# シナハマグリ
シナハマグリ（支那蛤、Meretrix petechialis）は、マルスダレガイ上科マルスダレガイ科ハマグリ属の二枚貝。日本には本来分布していない外来種。

## 分布
自然分布は朝鮮半島西岸、中国、ベトナム北部。
日本では外来種である。在来のハマグリ（Meretrix lamarcki）の減少に伴い、その食用としての需要を満たすため1960年代より輸入が始まる。1969年に三重県で、1975年に香川県で畜養が始まる。東京湾では1997年から2001年にかけて本種を放流している。浮遊幼生の逸出を経て分布を広げたと考えられる。また、潮干狩り用に各地に放流された例もある。千葉・東京・富山・和歌山・岡山・香川・熊本・鹿児島の各都県で記録がある。
盛口満は、1975年10月に高ノ島（館山市富士見）で本種の殻を採集した。総本家貝新新七商店（桑名市江場貝戸）の証言によると、桑名では1995年頃にハマグリはいなくなり、本種に置き換わった。環境省指定要注意外来生物および日本の侵略的外来種ワースト100に選定されている。

## 形態
殻長70ミリメートル（最大150ミリメートルに達するとする文献もある）。殻は丸みを帯びた三角形で、ハマグリに比べて殻高は高く、後背縁は丸く張り出す。外套線湾入はきわめて浅い。殻の内側は、後背部が紫に染まることが多い。

## 生態
内湾の潮間帯下部から水深10メートルの砂泥底に生息。
マシジミとタイワンシジミのように、ハマグリと本種の交雑が起こっているという報告がある。

## 人間との関わり
食用。ただし、ハマグリの方が身が分厚くて美味である、とする文献もある。
乱獲や開発により減少したハマグリの代用として中国・韓国から輸入され、シナハマグリであっても「ハマグリ」と表示されて販売されている。